# Nicholas D'Agostino
Nicholas D'Agostino (Sydney, 25 febbraio 1998) è un calciatore australiano, attaccante del Viking.

## Carriera

### Club
D'Agostino ha firmato un contratto biennale il 5 agosto 2016 con i Brisbane Roar e ha esordito nel campionato australiano qualche mese più tardi, il 15 novembre 2015. Nel 2017 è stato presente nelle sei partite che la sua squadra ha disputato nella AFC Champions League.
Nel giugno 2019, in seguito alle direttive del nuovo allenatore Robbie Fowler, D'Agostino lasciò il Brisbane Roar e si unì al Perth Glory. Il 7 agosto 2019, D’Agostino ha fatto il suo debutto competitivo nel Perth Glory, in una partita di Coppa FFA contro il Western Sydney Wanderers.

### Nazionale
Ha giocato nelle nazionali giovanili australiane Under-17 ed Under-23.
Nel marzo del 2022 riceve la sua prima convocazione dalla nazionale maggiore australiana, con cui esordisce il 29 del mese stesso nella partita persa per 1-0 contro l'Arabia Saudita.